# (795) Fini
(795) Fini (1914 VE) – planetoida z pasa głównego asteroid okrążająca Słońce w ciągu 4 lat i 207 dni w średniej odległości 2,75 au. Została odkryta 26 września 1914 roku w Obserwatorium Uniwersyteckim, w Wiedniu przez Johanna Palisę. Nazwa planetoidy pochodzi od zdrobnienia od niemiecko-austriackiego imienia  Josephine.